# Museo nacional de Sudán

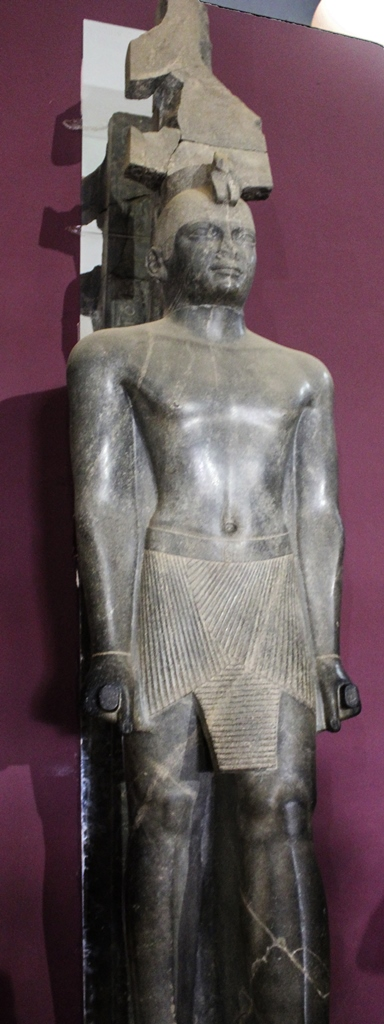
Estatua del faraón Taharqo

El Museo nacional de Sudán fundado en 1971, es el museo principal de Sudán, situado en la avenida El Neel en Jartum. El edificio de 2 pisos fue construido en el 1955, y se estableció como el Museo Nacional de Sudán en 1971. Contiene la colección arqueológica más grande y más importante del país.
El museo cuenta con exposiciones de diferentes épocas de la historia de Sudán: Paleolítico, Mesolítico, Neolítico, 
Kerma, Imperio Medio de Egipto, Imperio Nuevo de Egipto, Reino de Kush, Ballana y Makuria.

## Secciones
- La sala principal en la planta baja.
- La galería en la primera planta.
- Los jardines con el museu al aire libre.
- La avenida monumental hacia el museo.

### Planta baja
Las colecciones se agrupan cronológicamente en sentido de las agujas del reloj.
Los principales objetos son:
- Estatua del faraón Taharqo de cuatro metros de altura ubicada frente a la entrada principal dando la bienvenida a los visitantes del museo.
- Alfarería neolítica en negro y rojo.
- Objetos funerarios y cerámica.
- Estatuilla de la diosa enano Beset de piernas arqueadas. En su mano izquierda de tres dígitos lleva una serpiente indicando control sobre las fuerzas hostiles.
- Las etapas de Napata y Meroe del Reino de Kush incluida la dinastía XXV de Egipto: Una estatua de granito del rey Aspelta, la estatua de un rey-arquero meroítico desconocido y artefactos de los yacimientos arqueológicos de Meroe, Massawarat es-Sufra y Naqa.

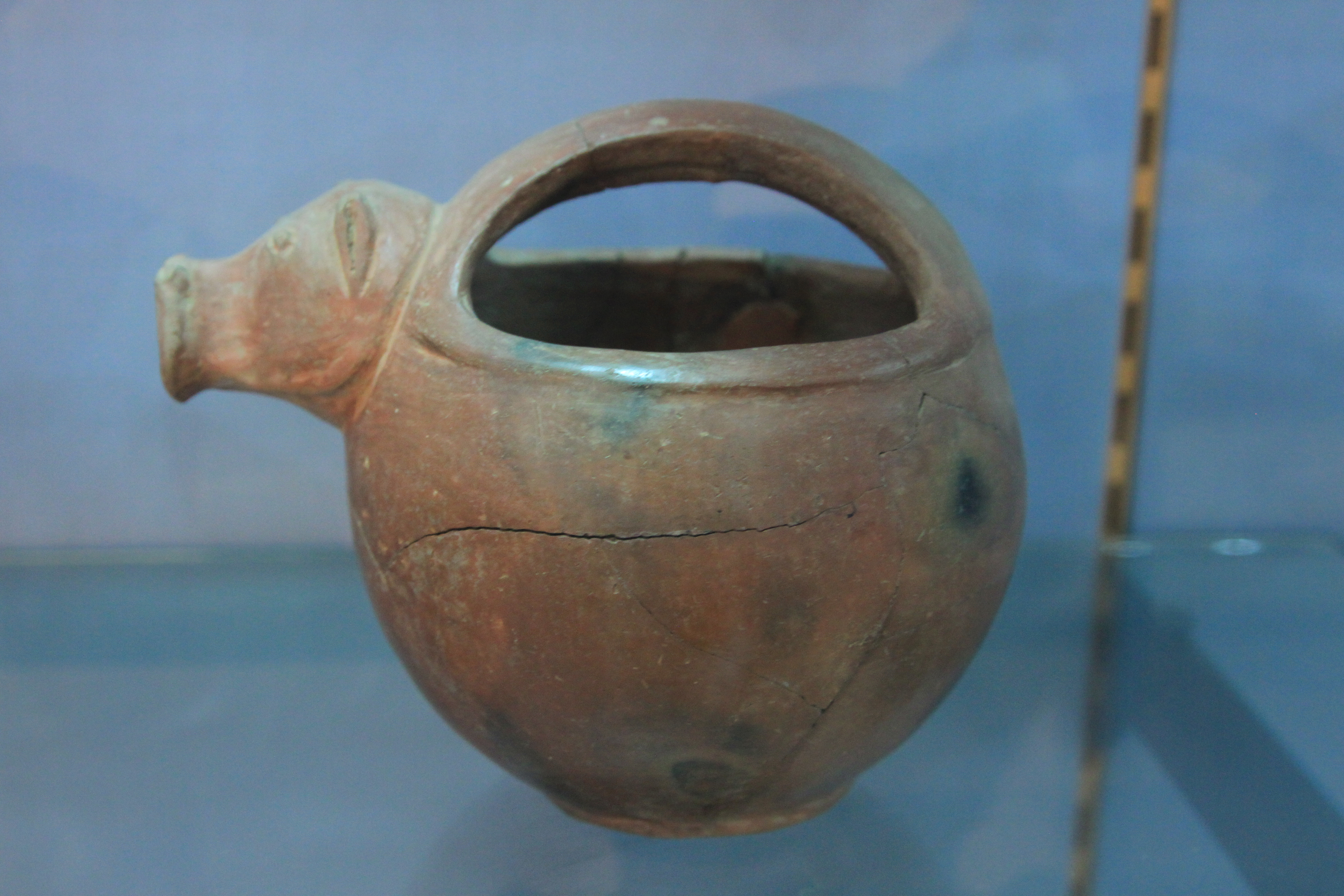
Cultura de Kerma. Pico de jarra en forma de cabeza de hipopótamo
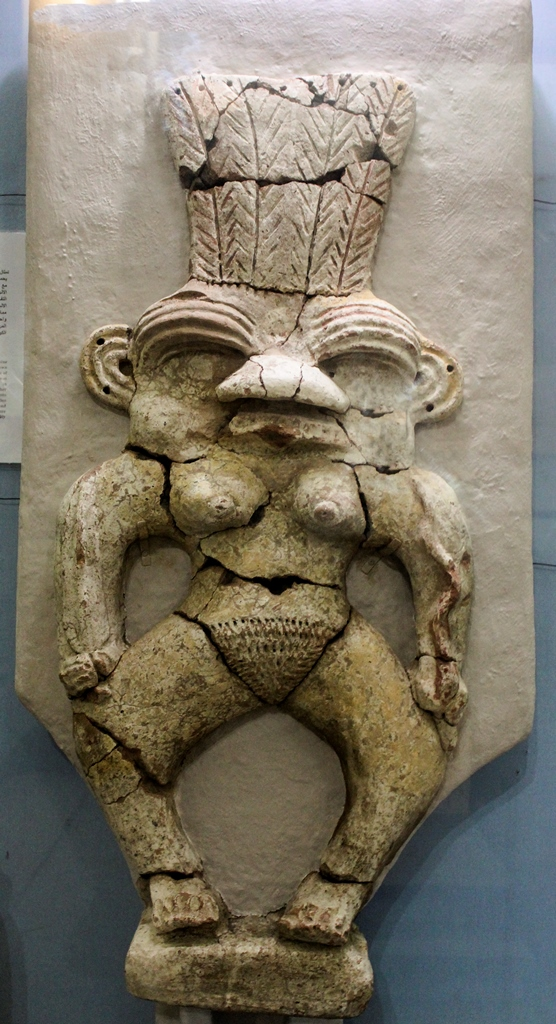
El demonio feminino Beset
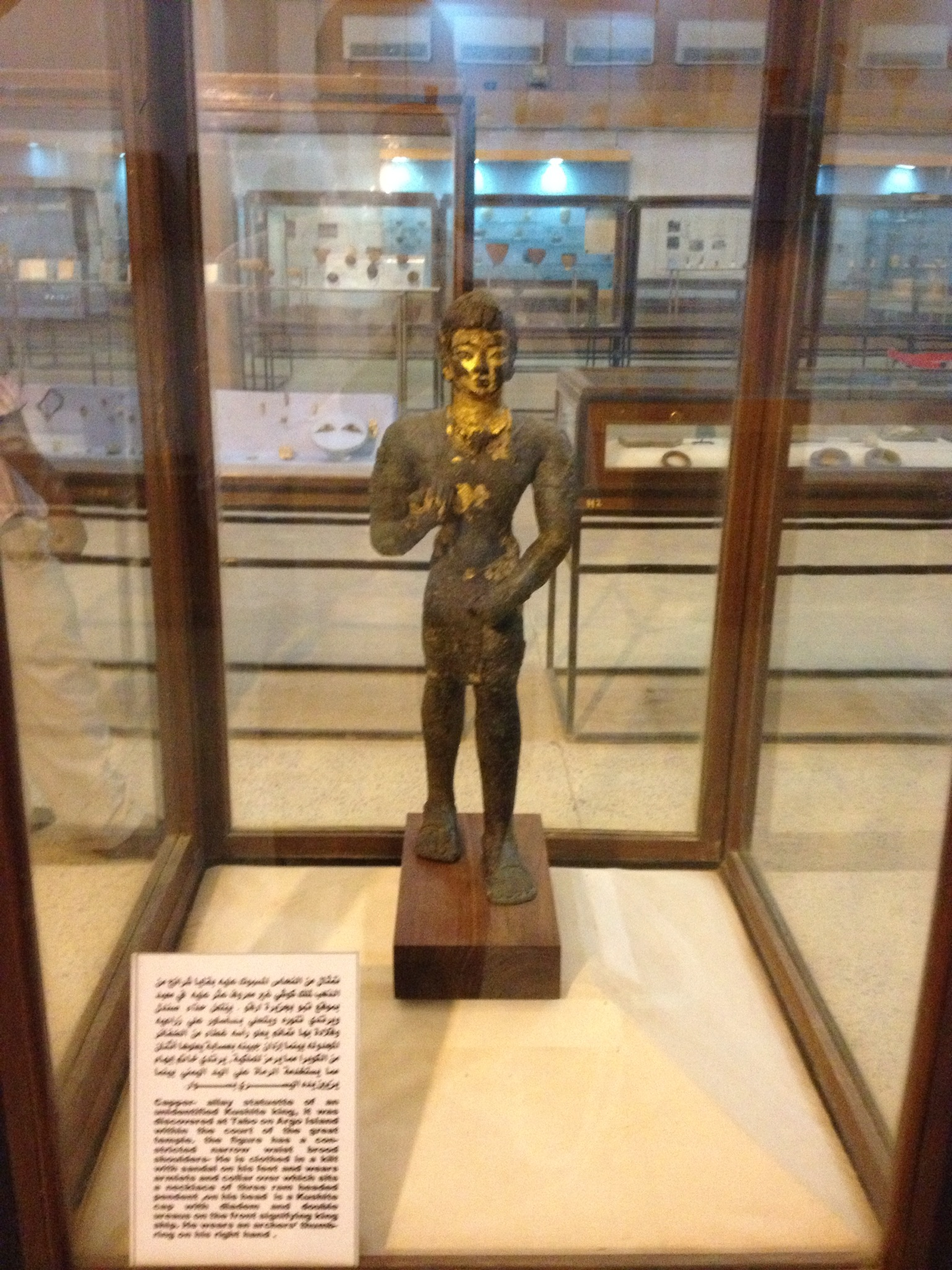
Estatua de un rey-arquero meroítico
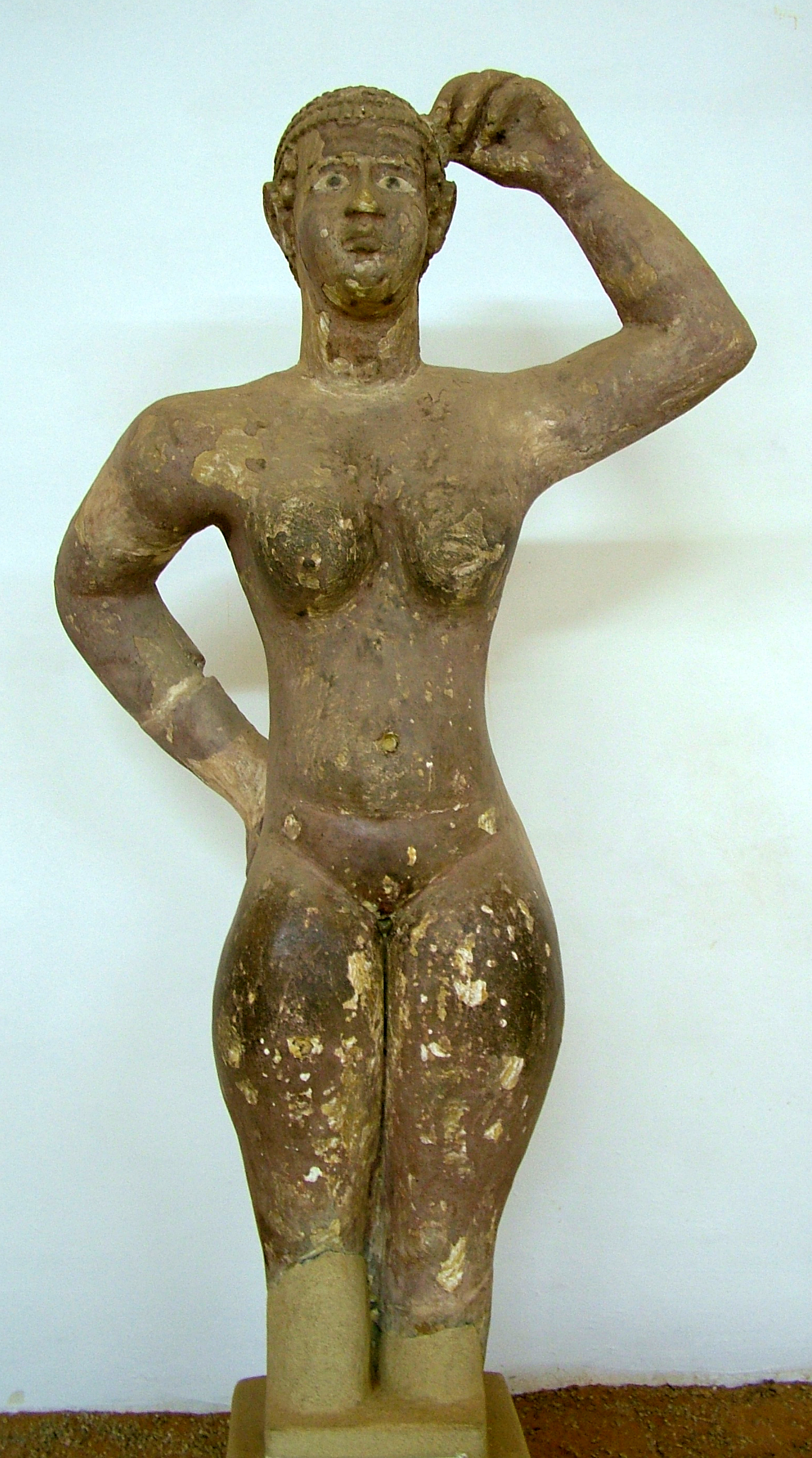
Figura tallada de arenisca con brazo izquierdo elevado

### Primera planta
A esta planta han ido a parar las pinturas murales del arte nubio cristiano de la catedral de Faras rescatadas del lago Nasser.

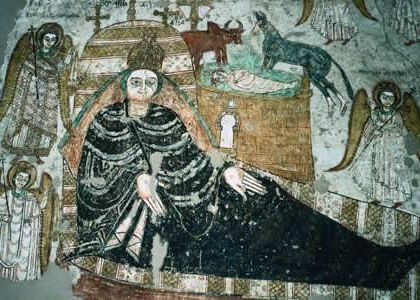
Frescos de la catedral
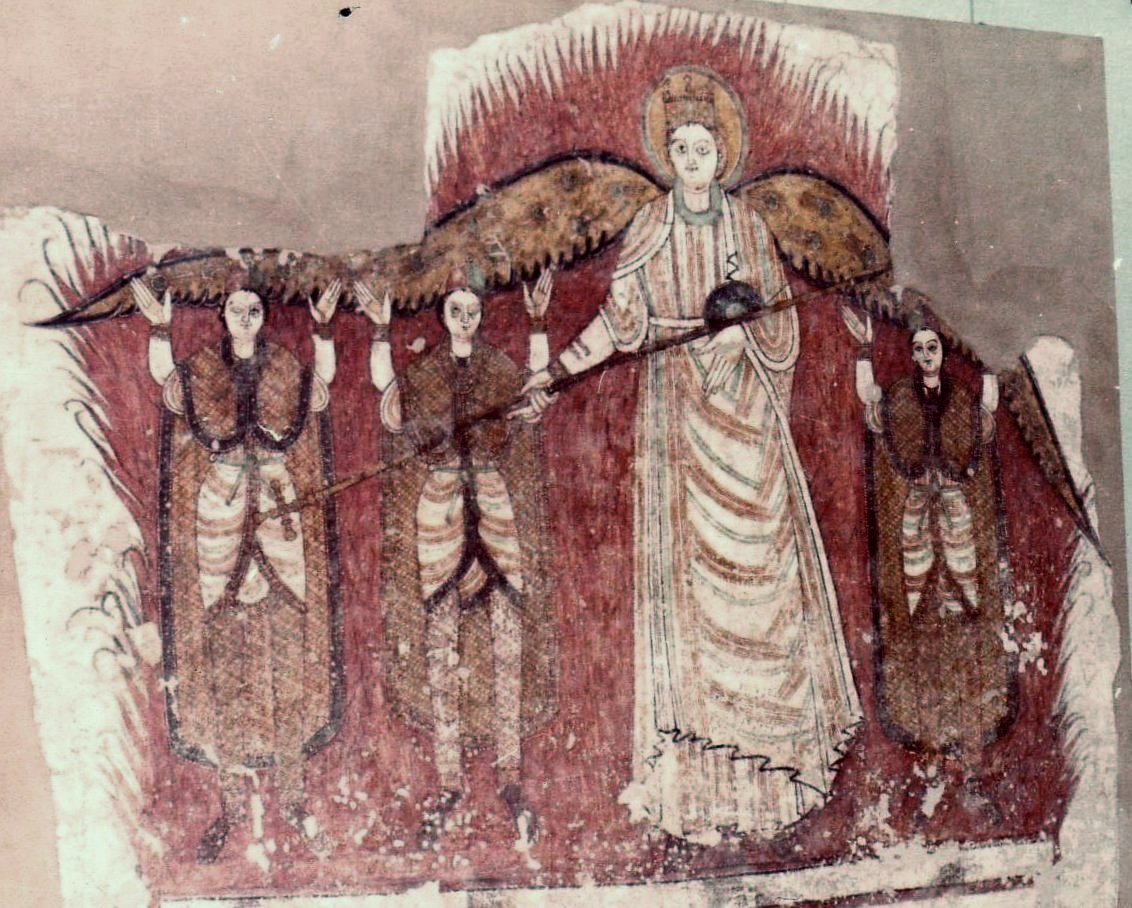
de Faras

### Los jardines del museo

#### Los templos rescatados del lago Nasser
Durante la campaña de rescate de la UNESCO para salvar monumentos arqueológicos de las aguas del lago Nasser algunos templos han sido reubicados al jardín alrededor de una franja artificial de agua representando el Nilo:
- El templo de Ramsés II dedicado a Amón de Aksha.
- El templo de Hatshepsut de Buhen.
- El templo de Tutmosis III dedicado a Jnum de Kumma.
- La tumba del príncipe nubio Djehuti-hotep de Dibeira.
- El templo dedicado a Dedun y Sesostris III de Semna.
- Las columnas de la catedral de Faras.

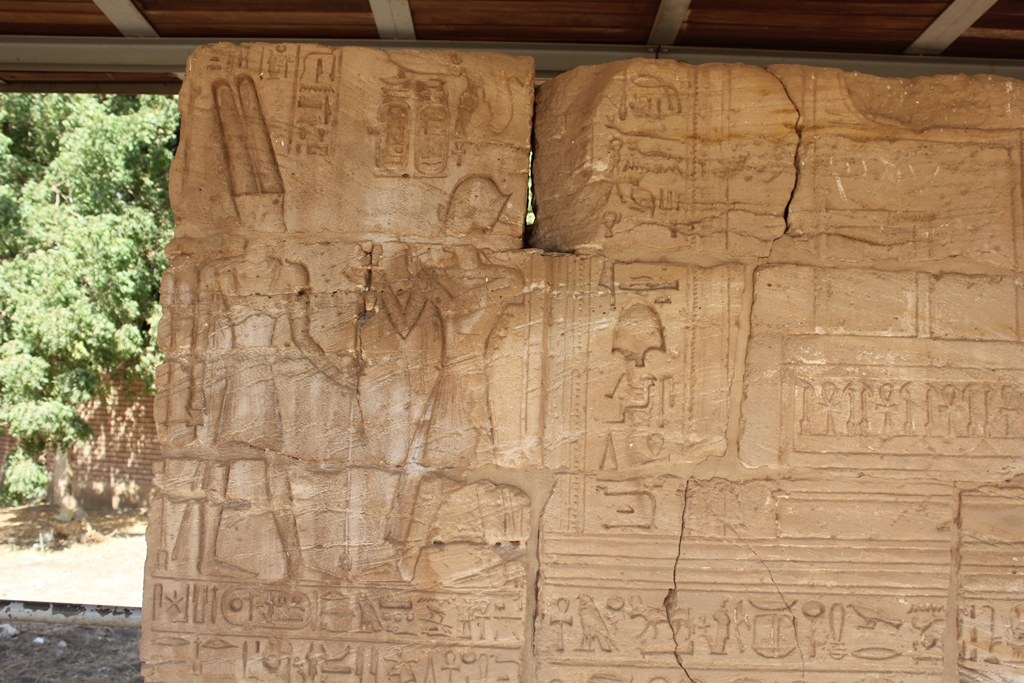
Templo de Aksha: El faraón adorando Amón
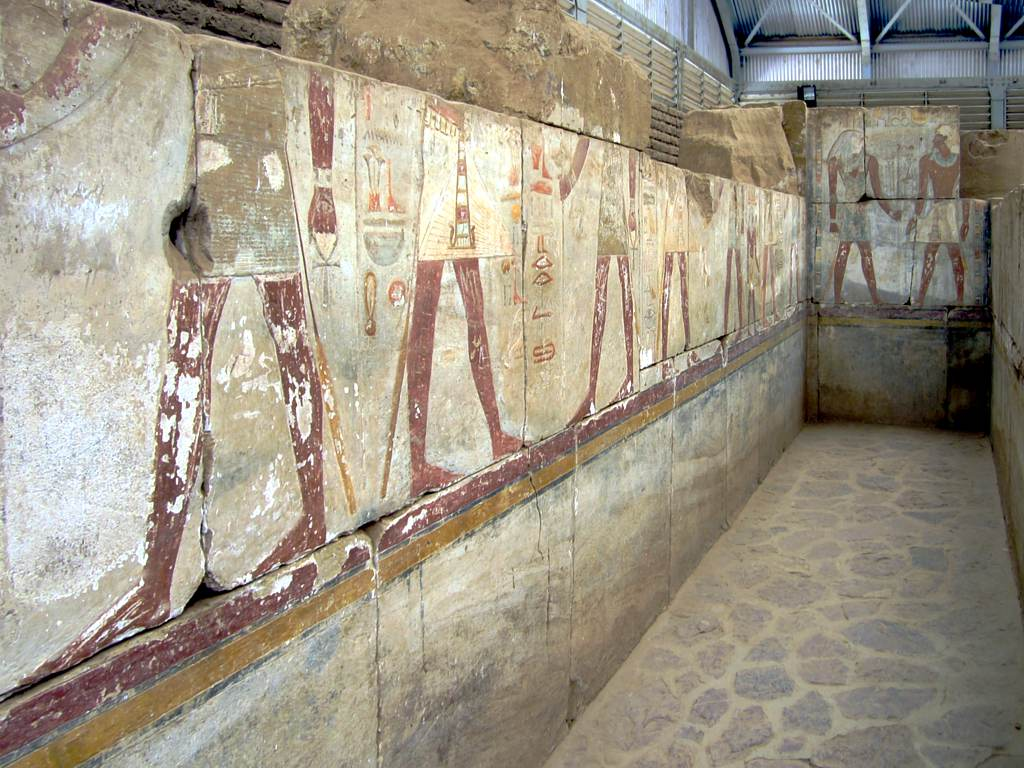
Templo de Buhen
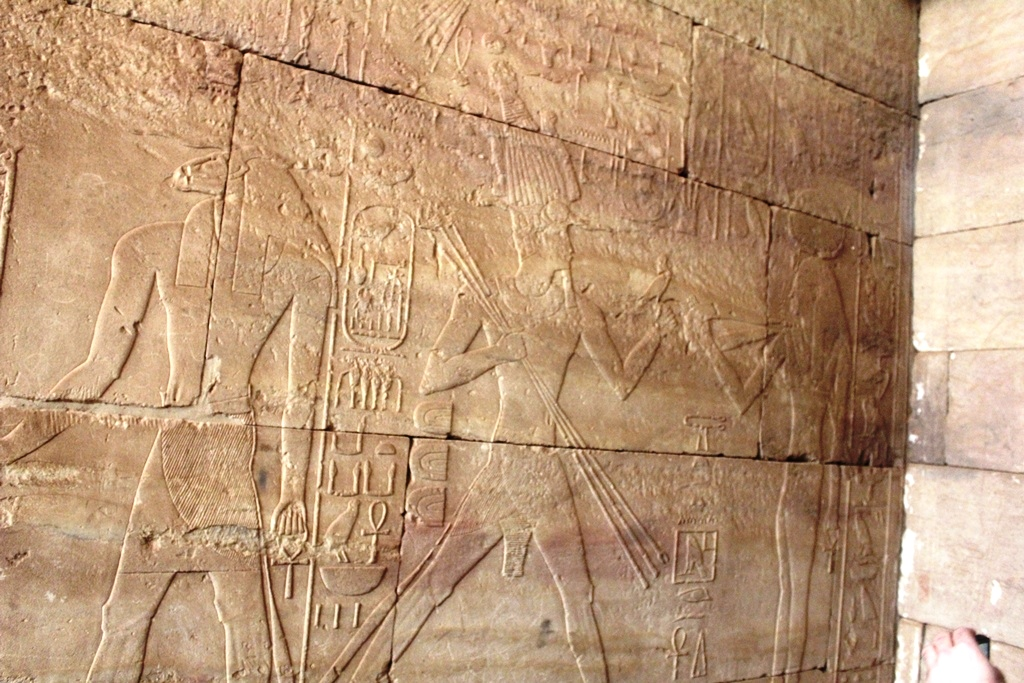
Templo de Kumma: Jnum con cabeza de carnero (a la izquierda). Tutmosis III (al centro) se dirige hacia Hator (a la derecha) ofreciéndole una avefría
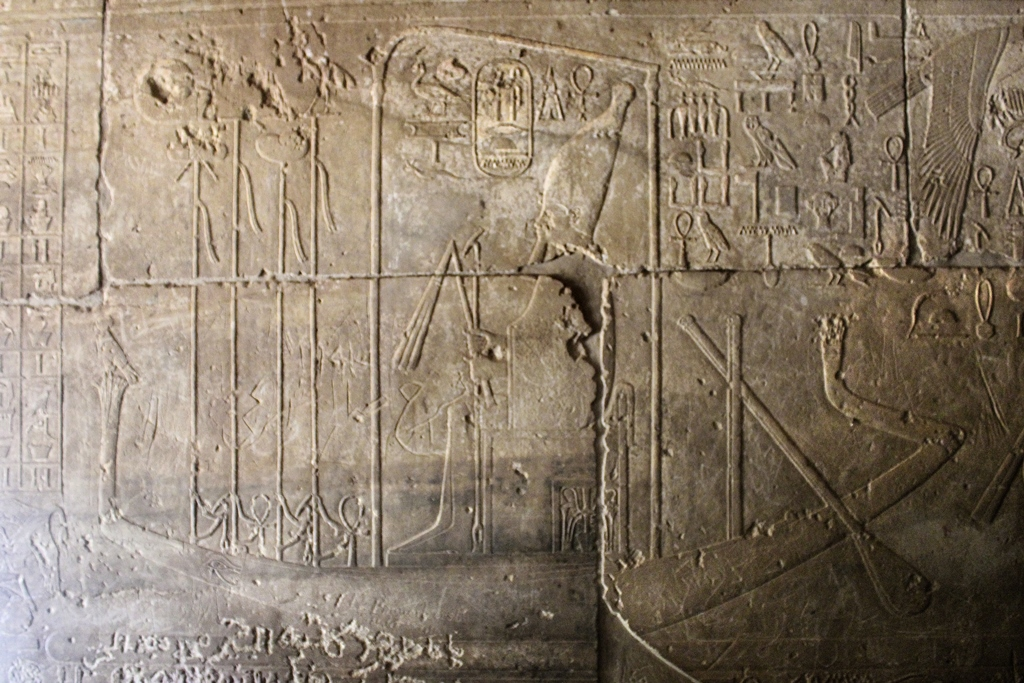
Templo de Semna: Grabado de una efigie de Sesostris III en un barco

#### Otros objetos

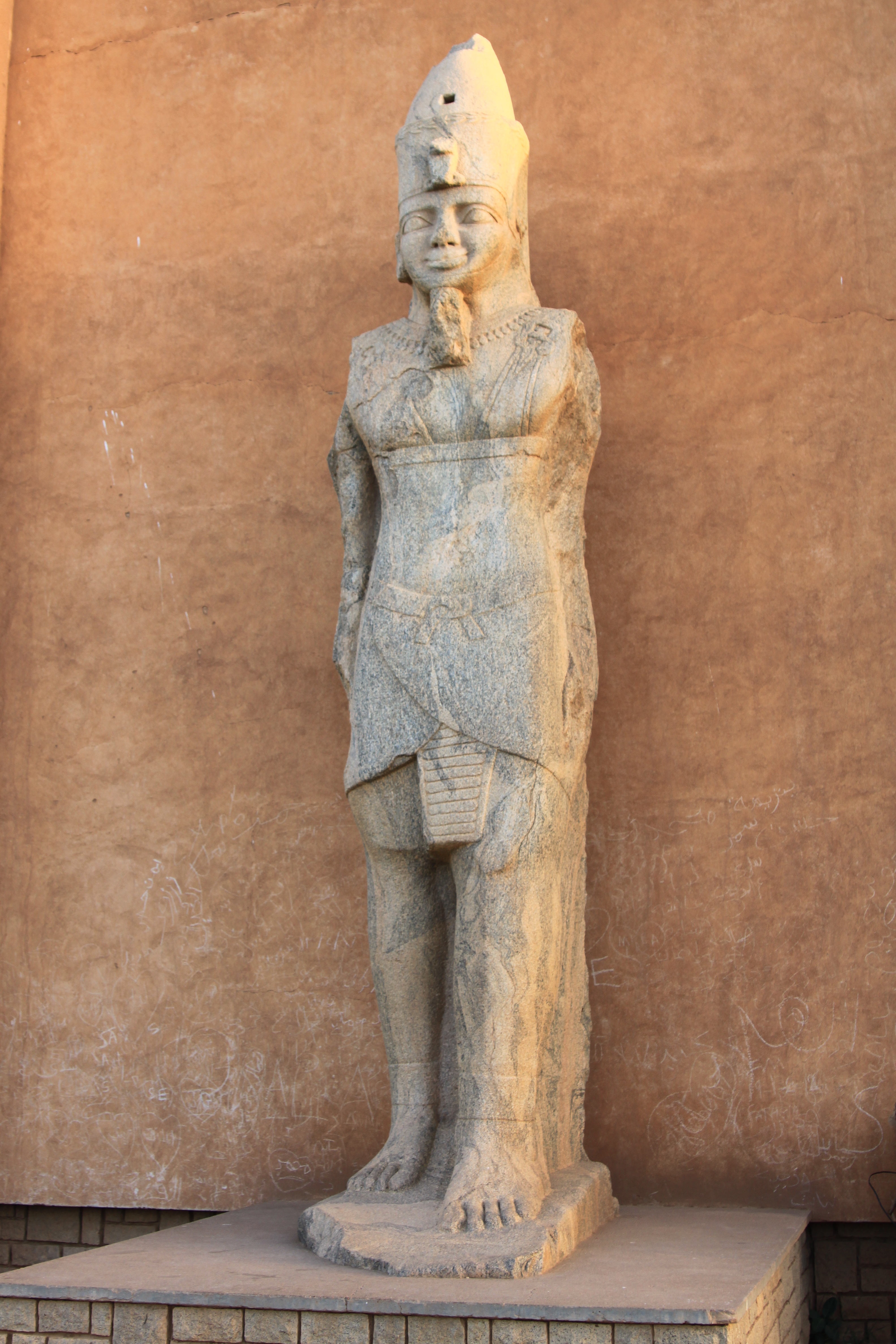
Un coloso de Tabo

- 2 esculturas de ranas meroíticas de 60 cm de altura representando la diosa del agua Heket.
- 2 colosos de Tabo.

### Avenida monumental
La avenida comunicando el parquin con la entrada principal del museu está flanqueada por 2 carneros y 6 leones caníbales. Estos últimos representan el dios-león Apedemak.

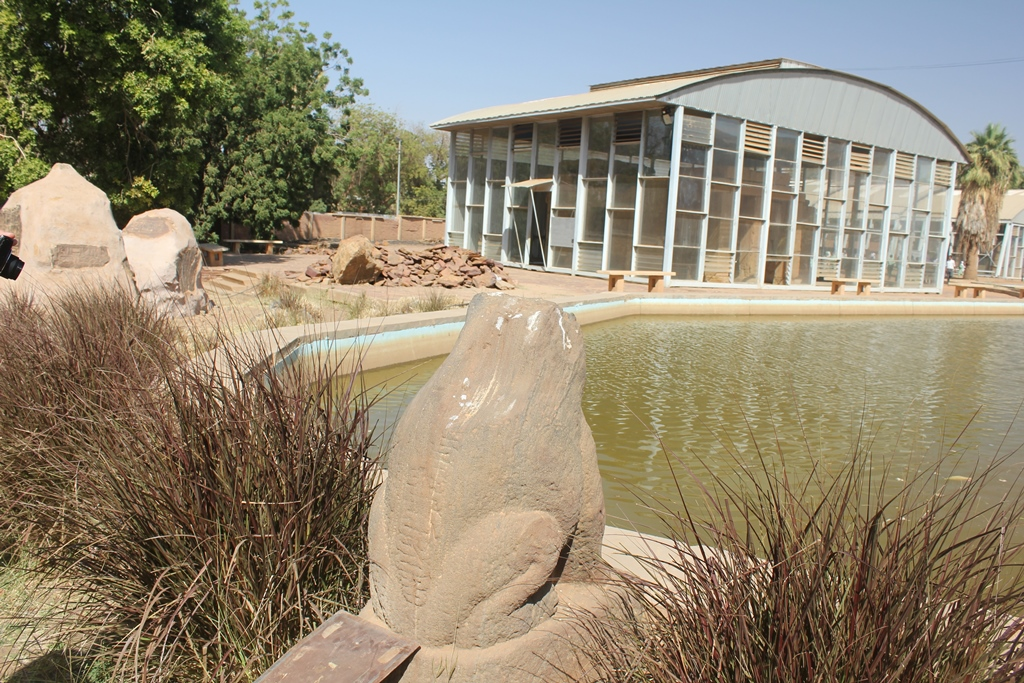
Escultura de una rana
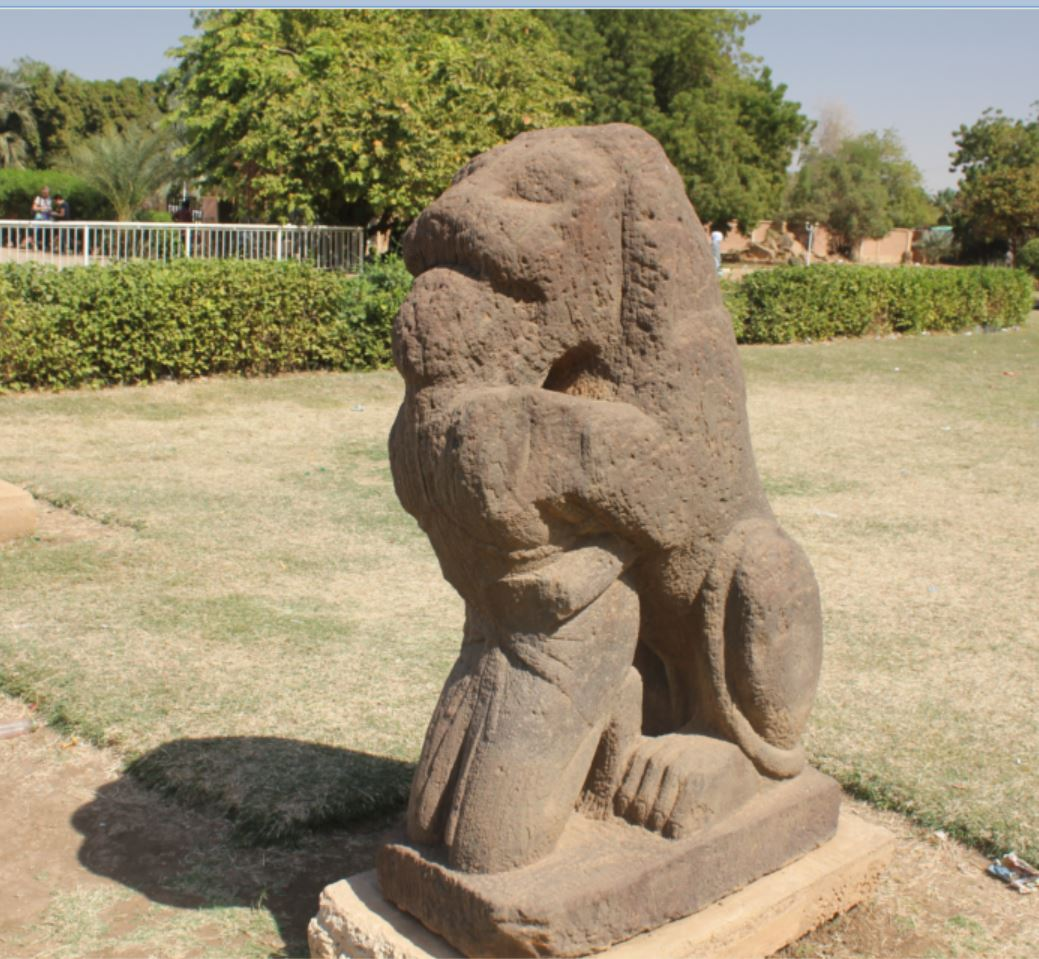
León canníbal